# Apple A12Z
Apple A12Z Bionic — 64-бітна ARM система на кристалі розроблена компанією Apple Inc.
Система була представлена 18 березня 2020 року в рамках пресрелізу iPad Pro (2020), першого пристрою, де вона була застосована. Представники Apple представили систему як швидшу, ніж більшість процесорів у ноутбуках Windows того часу. Система має 8-ядерний графічний процесор, на одне ядро більше, ніж у його попередника Apple A12X, який забезпечує краще та швидше редагування, рендеринг та доповнену реальність у форматі 4K. Система також має налаштовані контро́лери продуктивності та кращу теплову архітектуру, що може забезпечити вищі тактові частоти. На iPad Pro вона поєднана з 6 ГБ оперативної пам'яті LPDDR4X. Apple A12Z і Apple A12X однакові, A12Z відрізняється лише наявністю 8 ядер графічного процесора замість 7.
Згідно з аналізом планування фірмою, що займається технологічними патентами TechInsights, Apple A12Z Bionic така сама система на кристалі, як і Apple A12X, але з додатковим ядром графічного процесора. AnandTech припустив, що Apple A12Z — це повторно скомпонований варіант Apple A12X, що є звичайною практикою у виробництві напівпровідників, що дозволяє новому чіпу працювати дещо краще, ніж попереднє покоління, завдяки дещо якіснішим інтегральним схемам.
На конференції Worldwide Developers Conference 2020 Apple представила прототип Mac на базі ARM із Apple A12Z з 16 ГБ оперативної пам'яті в корпусі Mac mini, ставши першим комп'ютером Macintosh, який використовував власний процесор Apple, і єдиний, який використовував A-серійний процесор.

## Продукти, оснащені Apple A12Z Bionic
- iPad Pro (4-го покоління) 2020 11-дюймовий
- iPad Pro (4-го покоління) 2020 12,9-дюймовий
- Mac ARM Developer Transition Kit[en]